# The Third Eye Centre
The Third Eye Centre es el segundo álbum recopilatorio de la banda escocesa Belle and Sebastian. Publicado el 26 de agosto de 2013, recoge las rarezas y caras B de la banda desde la publicación de su anterior recopilatorio Push Barman to Open Old Wounds en 2005.

## Posicionamiento en listas
| Lista (2013)                             | Mejor posición |
| ---------------------------------------- | -------------- |
| España (PROMUSICAE)                      | 90             |
| Estados Unidos US Albums (Billboard 200) | 145            |

## Lista de canciones
| N.º | Título                                                       | Publicación original                                                 | Duración |  |
| 1.  | «I'm a Cuckoo» (Avalanches Remix)                            | extraído del sencillo "I'm a Cuckoo" de 2004                         | 3:59     |  |
| 2.  | «Suicide Girl»                                               | bonus track del álbumBelle and Sebastian Write About Love            | 2:40     |  |
| 3.  | «Love on the March»                                          | extraído del sencillo "Step into My Office, Baby" de 2003            | 3:50     |  |
| 4.  | «Last Trip»                                                  | bonus track del álbumBelle and Sebastian Write About Love            | 3:02     |  |
| 5.  | «Your Secrets»                                               | extraído del EP Books de 2004                                        | 3:12     |  |
| 6.  | «Your Cover's Blown» (Miaoux Miaoux Remix)                   | Inédito                                                              | 5:58     |  |
| 7.  | «I Took a Long Hard Look»                                    | extraído del sencillo "Funny Little Frog" de 2006                    | 3:34     |  |
| 8.  | «Heaven in the Afternoon»                                    | extraído del sencillo "White Collar Boy" de 2006                     | 3:30     |  |
| 9.  | «Long Black Scarf»                                           | extraído del sencillo "White Collar Boy" de 2006                     | 2:51     |  |
| 10. | «The Eighth Station of the Cross Kebab House»                | extraído del álbum Help!: A Day in the Life a beneficio de War Child | 3:58     |  |
| 11. | «I Didn't See It Coming» (Richard X Mix)                     | extraído del EP Come on Sister de 2011                               | 3:46     |  |
| 12. | «(I Believe in) Travellin' Light»                            | extraído del sencillo "I'm a Cuckoo" de 2004                         | 2:38     |  |
| 13. | «Stop, Look and Listen»                                      | extraído del sencillo "I'm a Cuckoo" de 2004                         | 4:07     |  |
| 14. | «Passion Fruit» (Previously part of "Stop, Look and Listen") | extraído del sencillo "I'm a Cuckoo" de 2004                         | 2:34     |  |
| 15. | «Desperation Made a Fool of Me»                              | extraído del sencillo "Step into My Office, Baby" de 2003            | 4:16     |  |
| 16. | «Blue Eyes of a Millionaire»                                 | bonus track del álbum Belle and Sebastian Write About Love           | 3:41     |  |
| 17. | «Mr. Richard»                                                | extraído del sencillo "The Blues Are Still Blue" de 2006             | 2:36     |  |
| 18. | «Meat and Potatoes»                                          | extraído del sencillo "Funny Little Frog" de 2006                    | 4:29     |  |
| 19. | «The Life Pursuit»                                           | extraído del sencillo "The Blues Are Still Blue" de 2006             | 4:39     |  |